# Colorado Adventure
Colorado Adventure ist eine Stahlachterbahn im Phantasialand in Brühl im Westernstil. Die Bahn wird als Minenachterbahn kategorisiert und laut Abstimmungen unter Achterbahnfans als eine der weltweit besten Anlagen dieser Art angesehen. 
Die Bahn wurde zum Saisonbeginn im April 1996 eingeweiht und wenig später am 11. Mai 1996 durch den namensgebenden Michael Jackson getauft. Bis zum Jahr 2013 trug die Bahn den Beinamen „The Michael Jackson Thrill Ride“.

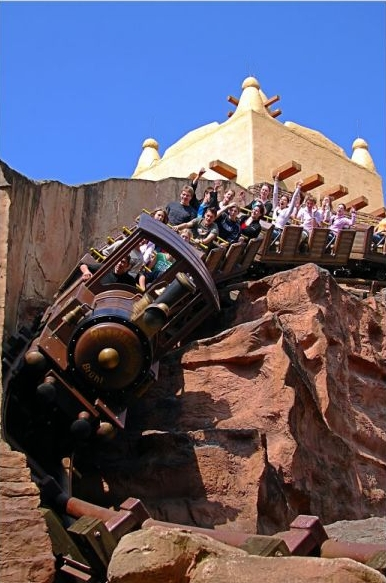
Minenachterbahn Colorado Adventure

Der zu der Bahn gehörende Souvenirshop wurde von Salvador Design entworfen.
Kurz nach der Eröffnung gerieten Teile der Felskulisse durch Schweißarbeiten außerhalb der Öffnungszeiten in Brand. Die Dekoration wurde erneuert und Jahre später nach dem Großbrand der benachbarten Gebirgsbahn nochmals durch feuerbeständige Materialien ersetzt und teilweise entfernt.
Da die Anwohner über eine erhöhte Lärmbelästigung klagten, mussten einige Abschnitte der Bahn nachträglich verkleidet werden. Zu Beginn war, abgesehen von den Tunneldurchfahrten, lediglich der Streckenabschnitt nach dem zweiten Lifthügel mit einem Felsmassiv verkleidet. Später wurde dann auch der erste Teil mit überdachten Lärmschutzwänden versehen.
Im Rahmen der Bauarbeiten zu Chiapas 2012 bis 2014 kam es auch zu Umbauten an der Colorado Adventure. Im Bereich der überdachten Lärmschutzwände wurden Thematisierungselemente hinzugefügt und neben dem zweiten Lifthügel wurde eine künstliche Felswand in Richtung Chiapas ergänzt. Der erste Lift von Chiapas liegt zwischen zweitem und drittem Lift von Colorado Adventure. Die vormals komplett in Braun gehaltene Anlage wurde zur Saison 2014 weitgehend mit neuer Farbgebung frisch lackiert, die Schienen in Dunkelgrau und die Stützen in Dunkelgrün. Weiterhin wurde das Holz der rein dekorativen Gleisschwellen erneuert. Die geänderte Wegeführung im Themenbereich Mexiko erlaubt nun auch das Unterqueren der Streckenführung nach der letzten Abfahrt.

## Züge
Colorado Adventure hatte ursprünglich fünf Züge mit jeweils sechs Wagen für insgesamt 32 Fahrgäste. Der erste Wagen ist als Lokomotive gestaltet und bietet in einer Reihe zwei Sitzplätze. Die anderen Wagen haben drei Reihen für insgesamt sechs Personen. Die Besucher müssen mindestens einen Meter groß sein, um mitfahren zu dürfen. Die Strecke ist durch die drei Lifthills mit Reibradantrieb, die Schlussbremse und die Station in fünf Blockabschnitte aufgeteilt, so dass maximal vier Züge gleichzeitig auf der Strecke sein können. Ein Zug diente bis zu seiner Ausmusterung als Ersatz. Allerdings ist bei besonders hohen Wartezeiten ein Betrieb mit fünf Zügen auf der Strecke durch eine weitere Bremse, welche sich kurz vor der Schlussbremse befindet, möglich. Dabei kommt es jedoch zu Wartezeiten an der Schlussbremse, weshalb das nur sehr selten der Fall war.